# Kościół Świętej Trójcy w Kaszewicach
Kościół pw. Świętej Trójcy – zabytkowy, drewniany, modrzewiowy kościół katolicki znajdujący się w Kaszewicach w województwie łódzkim, w powiecie bełchatowskim, w gminie Kluki.
Jest kościołem pw. Świętej Trójcy w parafii Kaszewice w dekanacie szczercowskim, archidiecezji łódzkiej. Świątynia znajduje się w centrum miejscowości, otoczona jest kamienno-ceglanym murem i położona wśród starych drzew.

## Historia i wyposażenie
Modrzewiowy kościół pw. św. Trójcy został wybudowany w 1612. Fundatorem świątyni był Mikołaj Koniecpolski herbu Pobóg, sędzia ziemski sieradzki, ówczesny właściciel dóbr kaszewickich. Była to forma pokuty za porzucenie stanu duchownego. Akt fundacyjny kościoła wpisano do ksiąg grodzkich w 1618.
W 1725 Kacper Cieński (syn Marcina i Jadwigi z Koniecpolskich) dobudował do kaszewickiego kościoła modrzewiową kaplicę poświęconą ku czci Matki Boskiej. Do 1862 był kościołem filialnym parafii Parzno, w roku tym erygowano parafię Kaszewice. Świątynia przeszła gruntowną renowację w 1931.
Wnętrze kościoła jest bogato wyposażone:
- ołtarz główny drewniany malowany i pozłacany, wykonany w latach 1614–1615, z obrazem Świętej Trójcy (XIX w).
- dwa ołtarze boczne, przy południowej ścianie nawy pw. św. Izydora ufundowany w 1718, na północnej ścianie pw. św. Antoniego Padewskiego z 1731.
- ołtarz w kaplicy Matki Boskiej z obrazem z 1862 i Chrystusem Boleściwym, obrazem datowanym na XVII w. oraz tryptykiem pochodzącym z 2-połowy XVI.
- późnobarokowa, bogato zdobiona ambona z XVIII w.

Ponadto w kościele znajduje się kilka cennych rzeźb:
- św. Jan Ewangelista – drewniana figurka z XV w.
- Chrystus Zmartwychwstały – drewniana rzeźba z XVI w.
- św. Wacław Czeski – figurka drewniana pochodzącą z połowy XVIII w.

W południowo-wschodniej części ogrodzenia kościoła znajduje się murowana dzwonnica z trzema dzwonami, które noszą imiona:
- Maryja - waga 710 kg, na otoku widnieje napis: Z wiernymi głoszę chwałę Bogu i Radość dzieci Bożych.
- Antoni - waga 457 kg, z napisem: Budzę serca zabłąkanych i ukazuję im drogę i cel
- Izydor - waga 270 kg, z mottem: Wzywam do modlitwy za zmarłych i konających[4].

Nad głównym wejściem, w balustradzie empory umieszczone są zabytkowe, 8-głosowe organy z trakturą mechaniczną wybudowane przez Fabrykę organów St. Krukowski i Syn w 1909 roku.

### Galeria

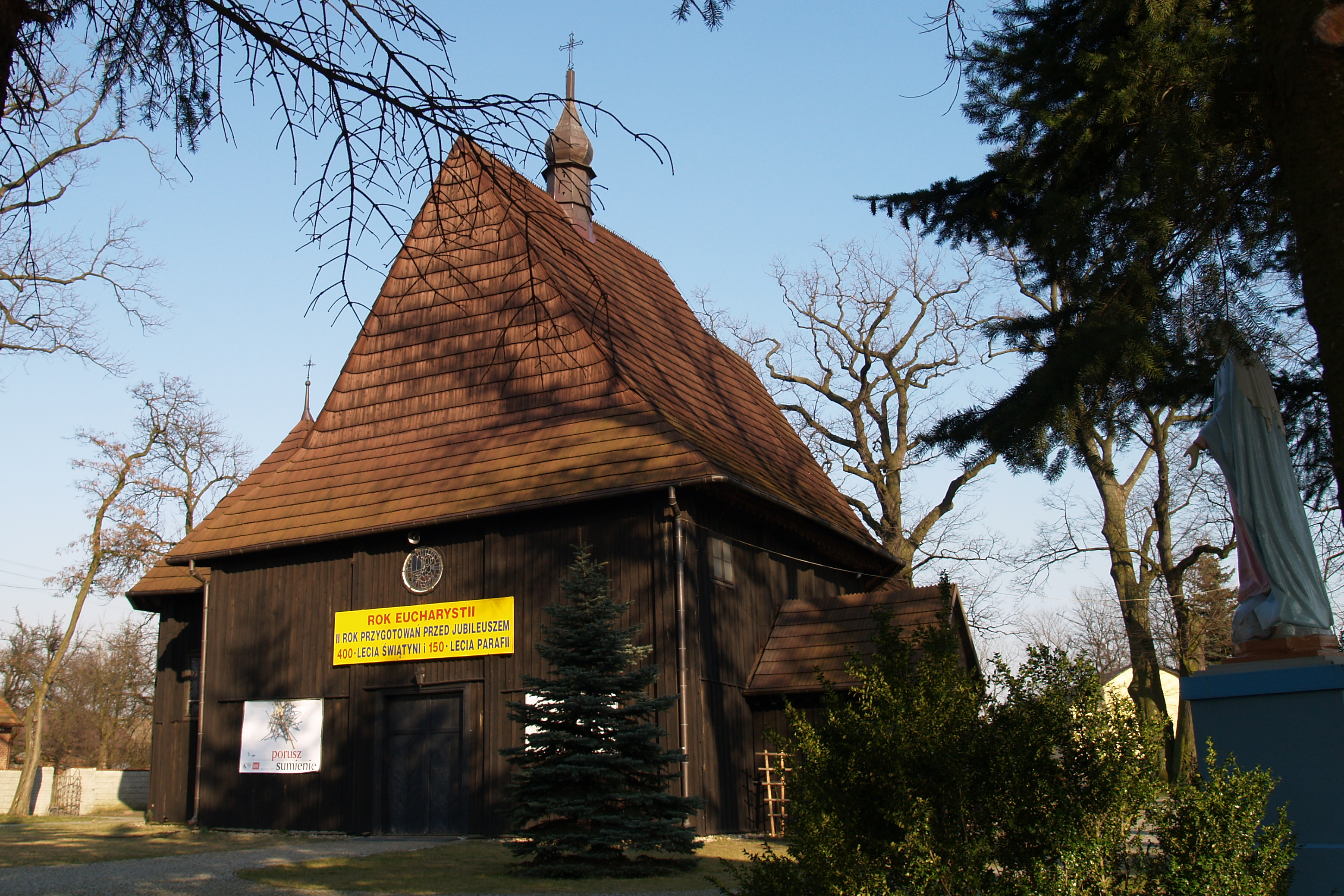
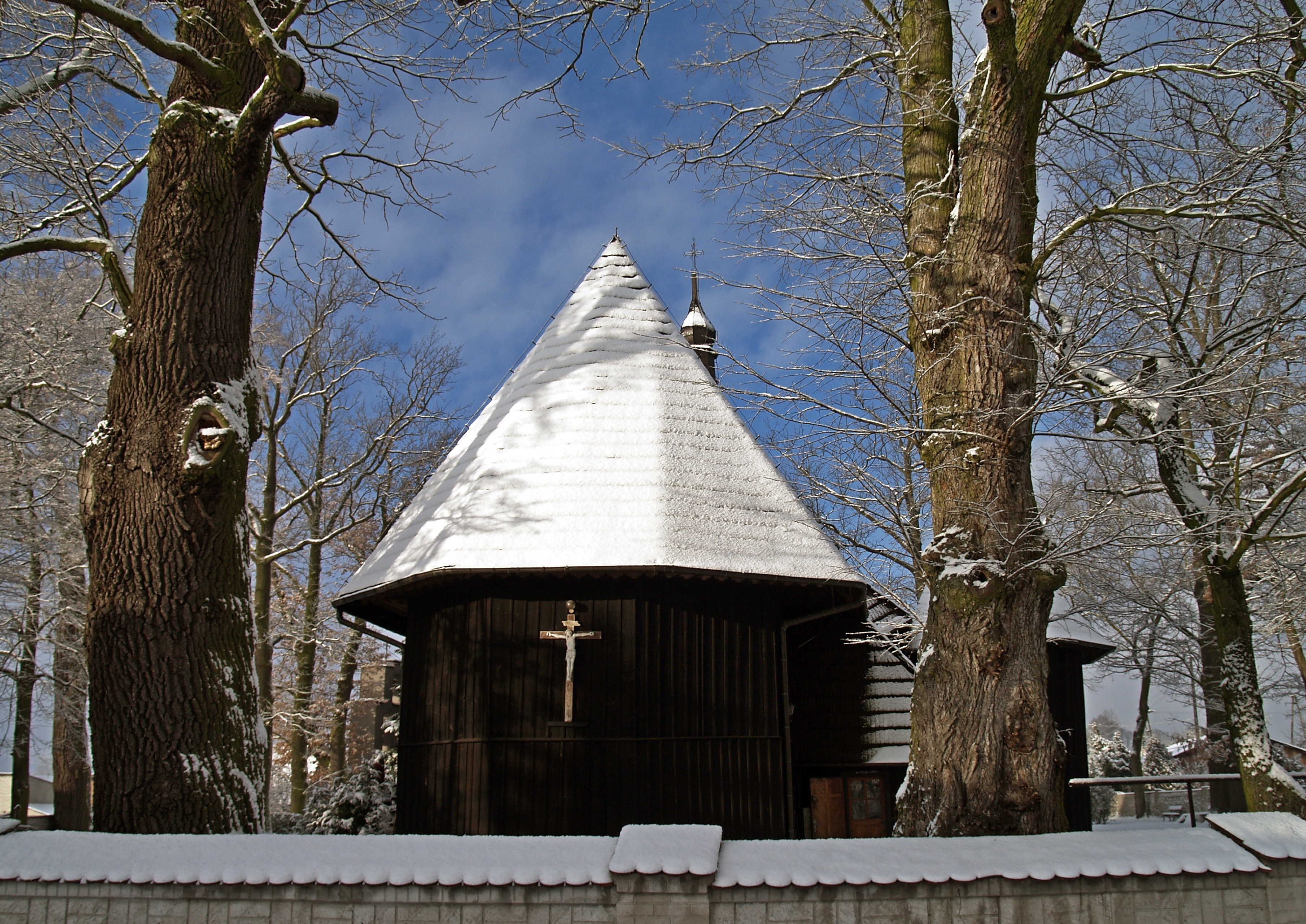
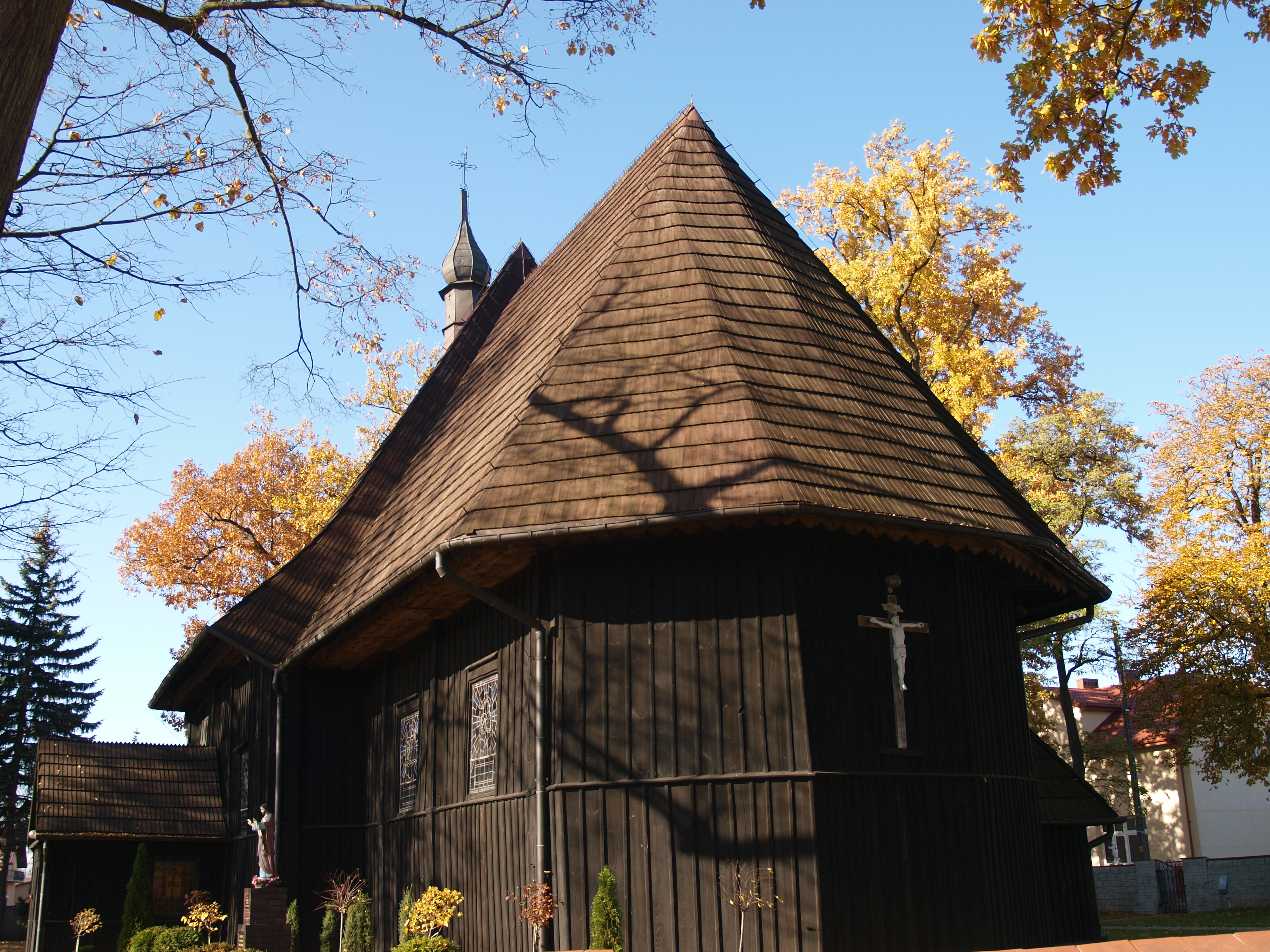
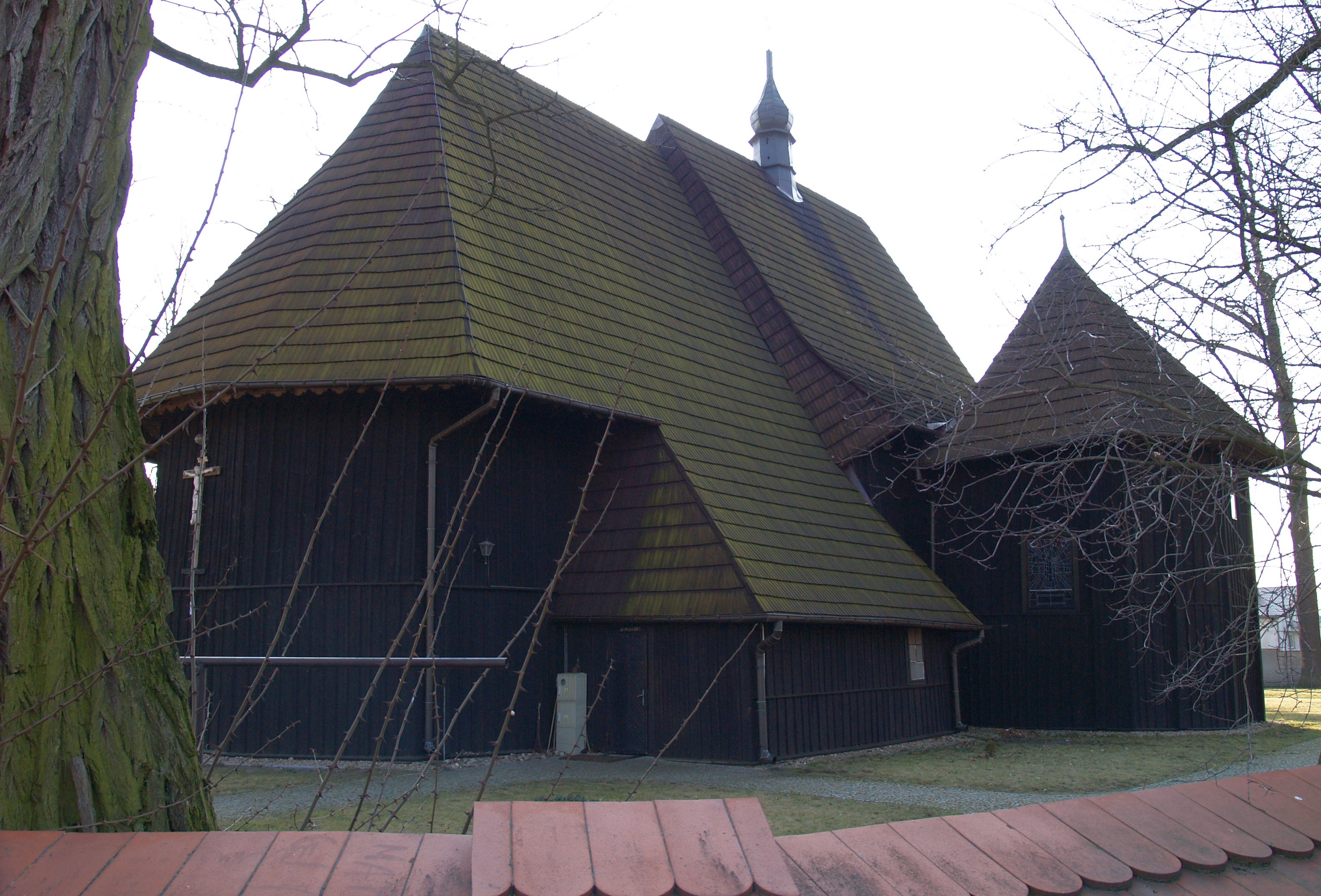
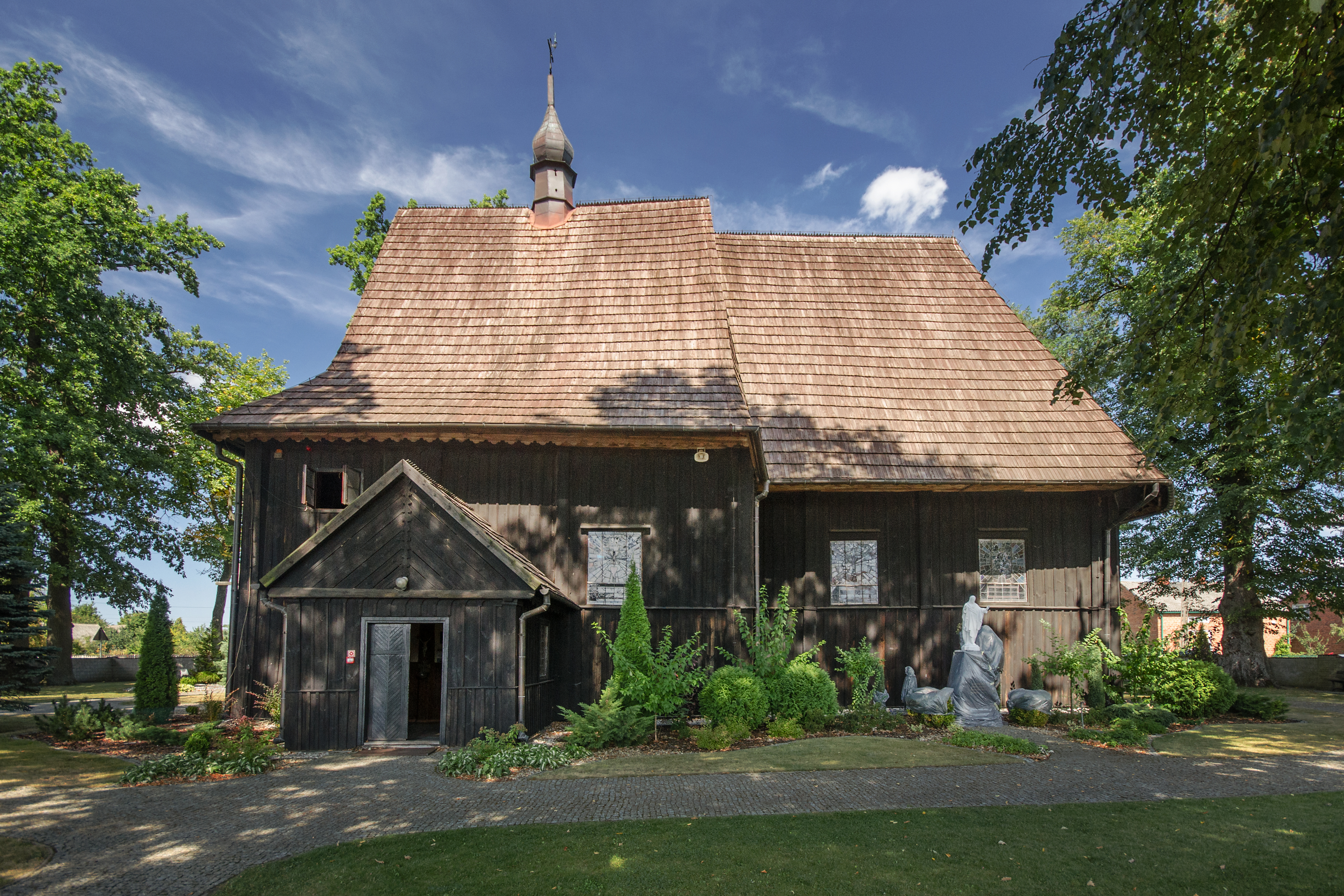